# Paul Peel

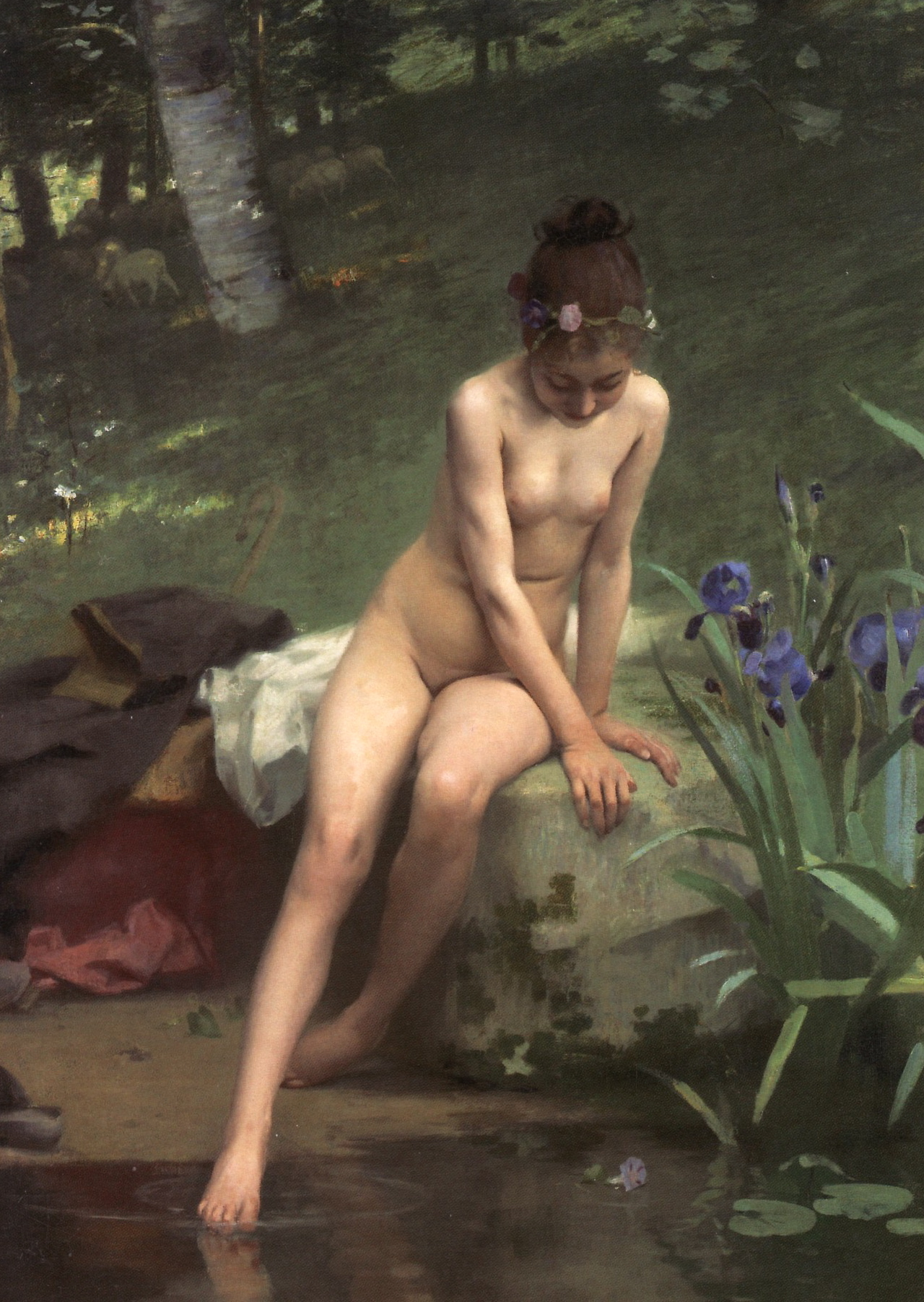
La pequeña pastora (1892). 160.6 × 114.0 cm. Óleo sobre lienzo. La Galería de arte de Ontario

Paul Peel (London, Ontario, 7 de noviembre de 1860 – París, Francia, 3 de octubre de 1892) fue un pintor canadiense. Tras ganar una medalla en 1892 en el Salón de París, se convirtió en uno de los primeros artistas canadienses reconocidos en vida.

## Biografía
Paul Peel nació en London, Ontario, y recibió su formación artística de su padre desde una edad temprana. Más tarde estudió con William Lees Judson y en la Academia de Pensilvania de Bellas Artes bajo la atenta mirada de Thomas Eakins. Más tarde se trasladó a París, Francia, donde recibió clases en la École des Beaux-Arts de la mano de Jean-Léon Gérôme y en la Academia Julian con Benjamin Constant, Henri Doucet y Jules Lefebvre.
En 1882 se casó Isaure Verdier y tuvo dos hijos con ella: un hijo (Robert Andre, en 1886) y una hija (Emilia Margarita, en 1888).
Peel viajó por América del Norte y Europa, becado por la Sociedad de Artistas de Ontario y la Real Academia Canadiense de las Artes. Participó en exposiciones internacionales como el Salón de París, donde ganó una medalla de bronce en 1890 por su pintura Después del baño. Era conocido por la frescura de sus desnudos y el uso del desnudo de niños en la fotografía. Fue uno de los primeros pintores canadienses en explorar el desnudo como tema.
Contrajo una infección pulmonar y murió en París, Francia, a la edad de 31 años.
Su casa de la infancia es una de las muchas atracciones en Fanshawe Pioneer Village, en Londres, Ontario.

## Obras

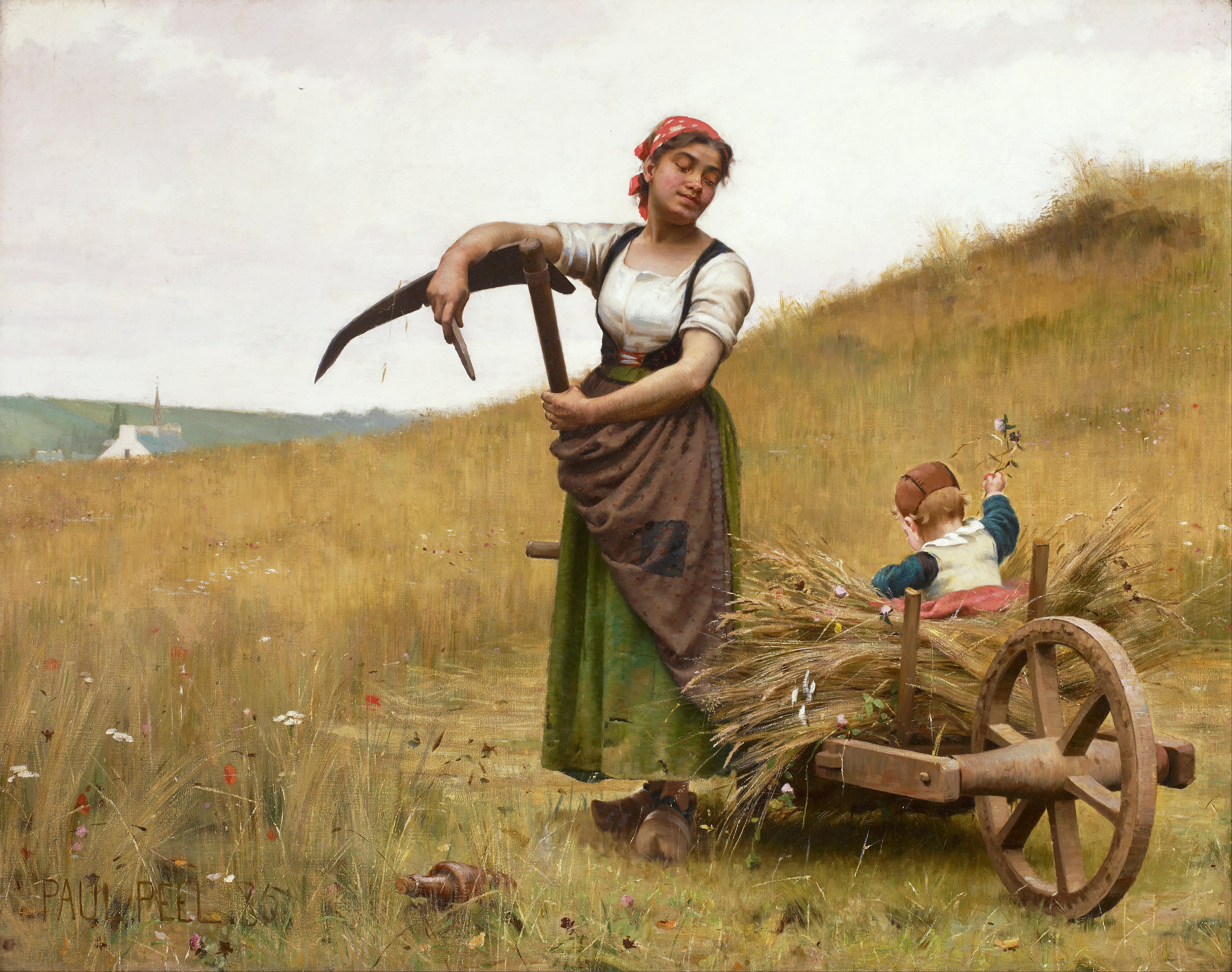
Adoración (1885) por Cáscara de

- Devotion (1881)
- Listening to the Skylark (1884)
- Mother and Child (1888)
- The Young Botanist (1888–1890)
- A Venetian Bather 1889
- Portrait of Gloria Roberts (1889)
- After the Bath (1890)
- The Young Biologist (1891)
- The Little Shepherdess (1892)
- Robert Andre Peel (c. 1892)
- Bennett Jull (1889–1890)